# Aspalathus ramosissima
Aspalathus ramosissima là một loài thực vật có hoa trong họ Đậu. Loài này được R.Dahlgren miêu tả khoa học đầu tiên.